# Тасаул
Тасау́л (каз. Тасауыл) — село в Бухар-Жырауском районе Карагандинской области Казахстана, входит в состав Кызылкайынского сельского округа. 

## География
Населённый пункт расположен на западе Бухар-Жырауского района, в 6,4 километрах (по автодороге) к северо-востоку от административного центра сельского округа села Кызылкайын, в 88 километрах к западу от районного центра посёлка Ботакара и в 49 километрах к северо-западу от областного центра города Караганда. Соседние населённые пункты: Кызылкайын в 5,2 километрах к юго-западу, Ростовка в 6 километрах к северо-западу, Саратовка в 9 километрах к юго-востоку. Транспортное сообщение осуществляется автомобильной дорогой областного значения КМ-19 «Темиртау—Чкалова—Кызылкайын км 0-19». Абсолютная высота центра населённого пункта — 483 метров над уровнем моря.

## Население
| Численность населения | Численность населения | Численность населения | Численность населения |
| 1989                  | 1999                  | 2009                  | 2021                  |
| --------------------- | --------------------- | --------------------- | --------------------- |
| 359                   | ↘342                  | ↘272                  | ↘205                  |